# Reine Projektorganisation
Eine reine Projektorganisation ist eine bestimmte Organisationsform mit der ein Projekt betrieben wird. Sie zeichnet sich durch hohe Weisungs- und Entscheidungsbefugnisse des Projektleiters und eine beträchtliche Entfernung zur Linienorganisation aus.

## Abgrenzung, Einordnung
Projekte sind singuläre, komplexe und zeitlich begrenzte Aufgaben. Um die Projektziele zu erreichen, stellt das Unternehmen Ressourcen bereit. Die Projektorganisation kann vielfältig gestaltet sein. Die Formen unterscheiden sich durch den Grad der organisatorischen Verselbständigung von der Basisorganisation, die Merkmalsausprägung der Aufgabe (einmalig, komplex, zeitlich begrenzt) und das Ausmaß an Weisungs- und Entscheidungsbefugnissen des Projektleiters. Entlang eines Kontinuums von den schwächsten zu den stärksten Ausprägungen der Kriterien unterscheidet man Linienprojektorganisation, Stablinienprojektorganisation, Matrixprojektorganisation, reine Projektorganisation und Projektgesellschaft.
Bei der reinen Projektorganisation wird das Projekt vollzeitlich von einem Projektteam betreut. Für die Erreichung der Leistungs-, Termin- und Kostenziele stehen ihm die benötigten Ressourcen für die gesamte Projektdauer zur Verfügung.

## Merkmale
Die reine Projektorganisation ist gekennzeichnet durch die in der Regel große Bedeutung, den großen Umfang, die große Unsicherheit, den hohen Zeitdruck, die lange Dauer und die hohe Komplexität des Projektes. Eine effiziente Abstimmung der projektbezogenen Einzelaktivitäten kann durch die Primärorganisation nicht mehr gewährleistet werden. Als Folge wird die Projektaufgabe vollständig aus der Basisorganisation ausgelagert und „die Idee einer Sekundärorganisation aufgegeben“.
Ähnlich einer Geschäftsbereichsorganisation werden die Aufgaben objektorientiert strukturiert, allerdings mit von vornherein zeitlich begrenztem Horizont. Die Projekte Hubschrauber RX 2000 und Jäger 45 sind Beispiele für eine solche Organisation in der Flugzeugindustrie. Es empfiehlt sich sowohl eine horizontale als auch eine vertikale Binnenorganisation des Projektes. Mit zunehmender Projektgröße teilt man das Gesamtvorhaben in Subprojekte und eine Projekthierarchie bestehend aus Gesamtprojektleiter und Subprojektleitern wird errichtet.
Dem Prozessgedanken entsprechend, teilt man das Projekt einer ergebnisverantwortlichen Projektgruppe zu. Das Team rekrutiert sich aus Mitarbeitern aus verschiedensten Funktionsbereichen und Hierarchieebenen. Sie werden für die Zeit des Projekts aus ihrem jeweiligen Bereich ausgegliedert und für das Projekt abgestellt. Jeder Teammitarbeiter bringt seine spezifischen Ziele, Standpunkte und Lösungsvorschläge in den Problemlösungsprozess ein. Die Teammitglieder unterstehen dem Projektleiter fachlich und spezifische in direkter Linie, d. h. Weisungen erhalten sie ausschließlich von ihm.
Der Projektleiter koordiniert die Aufgaben im Interesse der Gesamtunternehmung. Da er für die Erfüllung der Leistungs-, Termin- und Kostenziele verantwortlich ist besitzt er uneingeschränkte Befugnis in folgenden Belangen: Aufgabeninhalt (Was?), zeitlicher Ablauf (Wann?), personelle Zuordnung (Wer?), fachliche Durchführung (Wie?), Arbeitsorte (Wo?), und Art und Menge der Sachmittel (Womit?). Der Projektleiter hat somit das ausschließliche Recht die für das Projekt reservierten personellen und sachlichen Ressourcen zu disponieren. Der Projektleiter ist dem Lenkungsausschuss unterstellt. Durch diese Ressourcenautonomie unterscheidet sich die reine Projektorganisation erheblich von der Stabs- und Matrixprojektorganisation. Dagegen stellt die Projektgesellschaft den höchsten Grad an Verselbständigung dar, da sie nicht nur organisatorisch, sondern auch rechtlich eigenständig agiert.

## Vorteile
Die uneingeschränkte Verfügung über projektspezifische Ressourcen erhöht die Chance für die Erreichung der Leistungs-, Termin- und Kostenziele. Eindeutige Zuweisungen von Aufgaben, Verantwortung und Kompetenzen tragen durch reduziertes Konfliktpotential ebenfalls zur Zielerreichung bei.
Aufgrund der großen Identifikation der Mitarbeiter mit der Aufgabe besteht eine hohe Bereitschaft Schwierigkeiten zu bewältigen. In weiterer Folge können projektspezifische Entscheidungen rascher gefunden werden. Zusätzlich ermöglicht die Zusammenarbeit von Mitarbeitern aus verschiedenen Unternehmensbereichen die Reduzierung von Schnittstellenproblemen. Durch die Wahrung einer ganzheitlichen Sicht kann eine bessere Koordination erreicht und die Dauer des Projekts auf ein notwendiges Minimum reduziert werden.
Die Linienautorität des Projektleiters ermöglicht nicht nur ein relativ rasches Reagieren auf Störungen, sondern auch die Vereinigung von Willensbildung und Willensdurchsetzung in einer Hand. Die Qualität der Ergebnisse erreicht somit ein hohes Niveau.

## Nachteile
Ein wesentliches Problem ergibt sich aus der projektspezifischen Bereitstellung der Ressourcen. Nicht immer sind Mitarbeiter und Sachmittel für die gesamte Dauer des Projektes entbehrlich. Der ordentliche Betrieb des Unternehmens darf nicht gestört beziehungsweise qualitativ und quantitativ geschwächt werden. Daraus ergibt sich oft das Bestreben der betroffenen Abteilungen nur jene Mitarbeiter zu entsenden, die ihnen am wenigsten abgehen.
Ein ähnliches Problem resultiert aus der simultanen Abwicklung mehrerer Projekte. Es kann zu Abgrenzungs – und Koordinationsproblemen zwischen den Projekten kommen, wenn diese etwa dieselben Ressourcen benötigen. Programmmanagement und Projektportfoliomanagement stellen hierfür geeignete Lösungsansätze bereit.
Im zeitlichen Ablauf eines Projektes werden verschiedene Mitarbeiter benötigt. Die Auslastung der Personen kann bei schwankender Einsatzintensität in den unterschiedlichen Projektphasen nicht gewährleistet werden.
Ein anderes Problemfeld stellen Mitarbeiter dar, die sich für ihre Projekttätigkeit Informationen und Hilfe von ihrer angestammten Abteilung besorgen. Dadurch kann der routinemäßige Ablauf in der Basisorganisation unterbrochen werden.
Einen bedeutenden Aspekt stellt das Problem der Wiedereingliederung der Projektmitarbeiter in die Primärorganisation dar (Re – Entry – Problem). Vielfach sind die Mitarbeiter über ihre zukünftigen Aufgaben und Vorgesetzten verunsichert. Sie haben keine Motivation das laufende Projekt schnell zu Ende zu bringen. Unterstützt wird dies ebenfalls durch eine kommunikationsfördernde Atmosphäre des Projekts da sich die Mitarbeiter gegen eine Rückkehr in den „stickigen“  Alltag wehren.
Motivationssenkend kann auch die Linienautorität des Projektleiters wirken, da sie sich häufig in einem autoritären Führungsstil äußert. Schlussendlich kann das Projekt ein Eigenleben entwickeln, das zu exzessiven Termin- und Budgetüberschreitungen führt.

## Anwendungsbereiche
Die reine Projektorganisation ist vorwiegend bei Großprojekten mit langer Dauer anzutreffen. Sie bietet sich wegen der geringen Schnittstellen zum operativen Tagesgeschehen an. „In extremen Ausprägungen kann die Linien - Projektorganisation selbst zum primären Organisationsprinzip werden.“ Dies ist z. B. im Anlagenbau, beim Hoch – und Tiefbau, in der Flugzeugindustrie, bei Softwarefirmen, oder in der Forschung und Entwicklung der Fall.